# مارك بورشيل
مارك بورشيل (بالإنجليزية: Mark Burchill)‏ (18 غشت 1980 اسكتلندا) هو لاعب كرة قدم اسكتلندي يلعب كمهاجم.

## روابط خارجية
- مارك بورشيل على موقع قاعدة بيانات كرة القدم.إي يو (الإنجليزية)
- مارك بورشيل على موقع Soccerbase.com (لاعب) (الإنجليزية)
- مارك بورشيل على موقع عالم كرة القدم.نت (الإنجليزية)